# Hanmanhal, Gangawati
Hanmanhal là một làng thuộc tehsil Gangawati, huyện Koppal, bang Karnataka, Ấn Độ.